# ستار هدایت‌خواه
ستار هدایت‌خواه (زادهٔ ۱۳۴۱ در یاسوج) نمایندهٔ حوزهٔ انتخابیهٔ بویراحمد و دنا در دورهٔ های هفتم و هشتم مجلس شورای اسلامی بوده‌است.
وی نماینده‌ی دو دوره بویراحمد و دنا در مجلس شورای اسلامی بوده است. هدایتخواه در دوران نمایندگی عضو کمیسیون فرهنگی مجلس و از نمایندگان برجسته‌ی اصولگرایی به شمار می آید.
هدایت خواه با وجود شکست در دوره های نهم و دهم انتخابات مجلس شورای اسلامی، در دوره ی یازدهم در حوزه ی انتخابیه ی تهران ثبت نام کرده بود اما در بیانه ی رسمی از کاندیداتوری انتخابات مجلس یازدهم انصراف داد.
وی اکنون عضو هیئت مؤسس و هیئت امنای بنیاد فرهیختگان ایران است.

## دیدگاه‌ها
ستار هدایتخواه مرگ محسن روح الامینی حادثه کهریزک را بر اثر بیماری مننژیت می‌دانست. وی همچنین به گزارش تحقیق مجلس دربارهٔ کهریزک معترض بود. او کمیته ویژه را کمیته رئیس مجلس خطاب می‌کرد. 
ستار هدایتخواه در پی کاندیداتوری محمود احمدی نژاد برای انتخابات ریاست جمهوری ۱۳۹۶ نامه‌ای سرگشاده به او نوشت، که در متن این نامه آمده است: محمود احمدی‌نژاد؛ خبر تأسف‌بار حضور شما در ستاد انتخابات کشور و ثبت‌نام به عنوان کاندیدای ریاست جمهوری مایه تعجب و تاسف فروان گردید. 
او گفته است: استراتژی فتنه ۸۸ دو چیز مهم بود یکی پیروز شدن به هر بها و قیمتی و دیگری ادعای تقلب در انتخابات برای ایجاد آشوب و بدبین کردن مردم به نظام.
میرحسین موسوی از سال ۸۵ در فکر براندازی نظام بود 